# デニス・ホー
デニス・ホー（何 韻詩、か いんし、英語: Denise Ho Wan-see、1977年5月10日 - ）は、香港の歌手、女優。籍貫は広東順徳。

## 略歴
- 9歳の頃、アニタ・ムイに憧れる。[1]
- 学生時代はカナダのモントリオールで過ごす[2]。
- 2001年 歌手としてデビュー[2]。以降シンガーソングライターとして活躍。受賞多数。
- 2012年 同性愛者であることを公表[2]。
- 2014年 香港の民主化運動である雨傘運動に参加。その後、香港当局により逮捕。スポンサー撤退、レコード会社の契約打ち切りなどがあったが自らレーベルを立ち上げて音楽活動を行う[2]。
- 2020年 彼女の活動を追ったアメリカ制作のドキュメンタリー映画『デニス・ホー ビカミング・ザ・ソング』が公開される。
- 2021年12月 香港当局により再び逮捕[3]。
- 2022年5月 香港国家安全維持法（国安法）違反容疑で逮捕されたことが明らかとなった[4]。

## アルバム

### キャピタル・アーティスト
2001
- 3月28日 - 『first.』（EP）

### EMI
2002
- 3月11日 - 『hocc²』（EP）
- 10月23日 - 『free{love}』

2003
- 4月4日 - 『Roundup』（新曲+精選）
- 12月19日 - 『Dress Me Up!』

2004
- 11月19日 - 『The Best of Hocc』（新曲+精選）

2006
- 10月15日 - 『The Greatest Hits 最愛  何韻詩』（ベストアルバム）

### イースト・アジア・エンターテインメント
2005
- 1月5日 - 『艷光四射』
- 9月7日 - 『梁祝下世傳奇』

2006
- 5月19日 - 『Our time has come』（EP）

2007
- 1月10日 - 『We Stand As One』（シングル）
- 2月2日 - 『Hocc Live in Unity 2006』（コンサート録音アルバム）
- 8月21日 - 『What Really Matters』

2008
- 4月1日 - 『Goomusic Collection 2004-2008』（新曲+精選）

### コンサート／音楽ビデオ
2003
- 『903 id club 拉闊音楽会 何韻詩x許志安』

2005
- 『梁祝下世傳奇』

2007
- 『Hocc Live in Unity 2006』
- 『Small Matters』

2008
- 『Goomusic Collection 2004-2008』

## 出演作品

### 音楽会
- 2001年3月：『903發源地獨樂樂音楽会』
- 2001年8月：『2001漫遊拉闊音楽会』
- 2002年3月：『何韻詩 x Jolly Shandy3週年聯fan所真我個性音楽会』
- 2002年4月：『903何韻詩結識她的音楽会』
- 2002年4月：『903何韻詩 x 野仔 狂野音楽会』
- 2003年6月3日：『許志安 x 何韻詩拉闊音楽会』
- 2004年12月20日：『hocc x edison 兩人幫派對』
- 2006年5月4日：『MOTO 903新樂潮拜音楽会：黄耀明x何韻詩xPixel Toy』
- 2006年5月21日：『Neway Color Music NCMlive 向 HOCC 狂呼』
- 2006年8月4日：『903 id club 拉闊黄金十年』
- 2006年10月26-28日：『Hocc Live in Unity 2006』
- 2007年1月14日：『Hocc Live in Unity @ Macau』
- 2007年1月19-20日：『Hocc Live in Unity 2007』
- 2007年4月10日：『Hocc Live in Unity 2007 @ Toronto』
- 2007年4月15日：『Hocc Live in Unity 2007 @ Atlantic City』
- 2007年5月23日：『新城好友音楽会 - 何韻詩』
- 2007年8月25-26日：『Music Matters HOCC SHOWCASE 07』
- 2007年12月1日：『又一個叱吒十年回歸音楽会』
- 2007年12月27日：『Neway Shall We 音楽会』

### テレビドラマ
- 1999年：『反黑先鋒』
- 2000年：『新春旅遊大搜索』
- 2007年：『森之愛情 - 積分男友』 - 何敏 役

### テレビドキュメンタリー
- 2022年 NHK 『映像の世紀 バタフライエフェクト 第8回 我が心のテレサ・テン』 （テレサ・テンの歌を歌うデニス・ホーの様子が流れた）

### 映画
- 1998年：『烈火青春』
- 2000年：『妖怪傳』（声の出演）
- 2003年：『豪情』
- 2003年：『ジェイ・チョウを探して』
- 2003年：『風雲!格闘王』 - 白素秋 役
- 2003年：『1：99 電影行動』
- 2007年：『ザ・シンプソンズ』（声の出演）
- 2008年：『カンフー・パンダ』（声の出演）
- 2008年：『星夢奇緣』（声の出演）
- 2009年：『游龍戲鳳』
- 2010年：『72家租客』
- 2010年：『奪命金』
- 2010年：『東風破』
- 2011年：『カンフー・パンダ2』（声の出演）
- 2020年：『デニス・ホー ビカミング・ザ・ソング』

### 舞台
- 2001年8月：『十九楼半的夏天』
- 2002年2月：『恋人論語』
- 2003年9月：『大衛営』
- 2004年8月19-22日：『お早う！マンハッタン』
- 2005年9月16-19日：『梁祝下世傳奇』
- 2007年9月：『Lokamochi Mamiba』